# Espoo Metro Areena
 (avril 2025).
La Espoo Metro Areena est une patinoire située à Espoo en Finlande, localisée dans le centre de foire à Tapiola. L'arène ouvrit en 1999 et peut accueillir 7 036 personnes. Le bâtiment est sponsorisé par la plus grande chaîne de restauration rapide finlandaise, Hesburger.
Principalement utilisée pour le hockey sur glace, c'est la demeure des Espoo Blues, équipe de SM-liiga.

## Évènements
- Grand-Prix d'Espoo 2022 de patinage artistique
- Championnats d'Europe de patinage artistique 2023
- Grand-Prix d'Espoo 2023 de patinage artistique